# Salix mielichhoferi
Salix mielichhoferi är en videväxtart som först beskrevs av Sauter, och fick sitt nu gällande namn av Janchen. Salix mielichhoferi ingår i släktet viden, och familjen videväxter. Inga underarter finns listade i Catalogue of Life.